# ロモノソフ海嶺

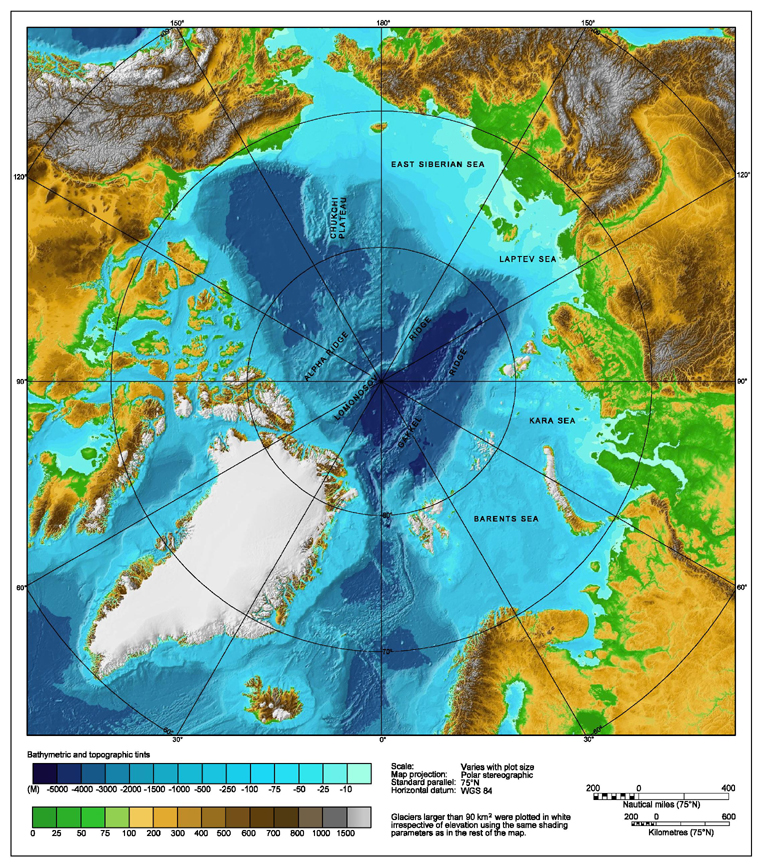
ロモノソフ海嶺は地図中央をとおり右上から左下に延びている。

ロモノソフ海嶺もしくはロモノソーフ海嶺（ロシア語:Хребет Ломоносова、ロシア語ローマ字転写:Khrebet Lomonosova、フランス語: Dorsale de Lomonossov、英語:Lomonosov Ridge）とは、北極海にある海嶺。ノヴォシビルスク諸島から北極海を横断し、北極諸島のエルズミーア島に至る1800kmの海嶺である。幅は60km - 200kmで、海底からの高さは3300m - 3700m程で、最高地点では水面下954mになる。山肌は比較的険しく、各々の山は峡谷で隔てられ、シルトで覆われている。ロモノソフ海嶺により、北極海盆はノルウェー・西シベリア側のユーラシア海盆（ノルウェー海盆）と東シベリア・アラスカ・カナダ側のアメラジアン海盆の二つに分けられる。さらに、ユーラシア海盆はガッケル海嶺によってナンセン海盆とアムンセン海盆に分けられ、アメラジアン海盆はアルファ海嶺及びメンデレーエフ海嶺（Mendeleev Ridge）によってカナダ海盆とマカロフ海盆に分けられる。
ロモノソフ海嶺は1948年にソビエト連邦の緯度調査によって発見され、ミハイル・ロモノーソフに因んでロモノソフ海嶺とつけられた。この名称は2002年に大洋水深総図の海底地形名小委員会(SCUFN)によって承認された。
2000年代に入り、2001年12月20日、ロシア連邦は海洋法に関する国際連合条約第76条8に基づく文書を国際連合に提出し、従来200海里に制限されていたロシア大陸棚の限界の延長を主張した。この文書においてロシアが主張する領域は北極海の大部分であり、北極も含んでいた。この主張の論拠はロモノソフ海嶺とメンデレーエフ海嶺はユーラシアの延長部に位置するという主張である。結局2002年に国際連合はロシアの主張を承認も拒絶もせず、さらに調査が必要と言う結論を下した。その後も、ロシアは北極海地域の探査を継続して行っている。
ロシア以外でも、この海域の権利について宣言を検討している国家はあり、デンマークの科学者は、この海嶺がグリーンランドの延長部に位置すると見做されるのを願っている。また、カナダも大陸棚の管轄権を主張し、カナダ側の大陸棚の延長であると主張している。

## アルクティカ 2007による調査
詳細はアルクティカ 2007を参照
2007年6月、ロシアはこの地に砕氷船及びミール1、2を派遣した。科学者は水面下4261mまで潜り、10月2日、この地の領有の象徴にと、北極点直下にチタン製の国旗を立てた。これに対して、カナダとデンマークは反発している。